# Pablo Salazar
Pablo Salazar Sánchez (ur. 21 listopada 1982 w San José) – kostarykański piłkarz występujący na pozycji obrońcy. Zawodnik klubu CS Herediano.

## Kariera klubowa
Salazar karierę rozpoczynał w 2002 roku w zespole AD Santa Barbara. W 2003 roku trafił do CS Cartaginés, a w 2006 roku przeszedł do LD Alajuelense. W 2008 roku wywalczył z nim wicemistrzostwo Kostaryki. Po tym osiągnięciu przeniósł się do drużyny Municipal Liberia. Następnie grał w Universidadzie de Costa Rica, a w 2011 roku został graczem klubu CS Herediano. W sezonie 2011/2012 wywalczył z nim mistrzostwo fazy Verano.

## Kariera reprezentacyjna
W 2004 roku Salazar znalazł się w drużynie na Letnie Igrzyska Olimpijskie, zakończone przez piłkarzy Kostaryki na ćwierćfinale. W reprezentacji Kostaryki zadebiutował w 2005 roku. W 2009 roku został powołany do kadry na Złoty Puchar CONCACAF. Nie zagrał jednak na nim w żadnym meczu, a Kostaryka odpadła z turnieju w półfinale.